# Sweet Water (Alabama)
Sweet Water é uma cidade  localizada no estado americano de Alabama, no Condado de Marengo.

## Demografia
Segundo o censo americano de 2000, a sua população era de 234 habitantes.
Em 2006, foi estimada uma população de 231, um decréscimo de 3 (-1.3%).

## Geografia
De acordo com o United States Census Bureau, a localidade tem uma área de 5,1 km², sem área coberta por água. Sweet Water localiza-se a aproximadamente 38 m acima do nível do mar.

## Localidades na vizinhança
O diagrama seguinte representa as localidades num raio de 32 km ao redor de Sweet Water.